# كولمان دوبونت دونالدسون
كولمان دوبونت دونالدسون (بالإنجليزية: Coleman Dupont Donaldson)‏ هو مهندس فضاء جوي ومهندس وفيزيائي أمريكي، ولد في 22 سبتمبر 1922 في فيلادلفيا في الولايات المتحدة، وتوفي في 7 أغسطس 2009 في نيوبورت نيوز في الولايات المتحدة.